# Eobruchia
Eobruchia là một chi rêu trong họ Bruchiaceae.